# دیوید ترلفال
دیوید ترلفال (به انگلیسی: David Threlfall) (زاده ۱۲ اکتبر ۱۹۵۳) بازیگر انگلیسی است.
از فیلم‌های معروف او می‌توان به بازی در بازی پاتریوت، دریای سیاه، توطئه، وقتی وال‌ها آمدند، خانه روسی، افسانه‌های واهی، سلطان سرخ و مینی سریال در آغاز اشاره کرد. او به عنوان شاه پرایَم، پادشاه سرزمین تروی در سریال کوتاه هشت قسمتی troy fall of a city ایفای نقش کرد که این سریال در سال ۲۰۱۸ از نتفلیکس پخش شد.